# 琉球新報、沖縄タイムスを正す県民・国民の会
琉球新報、沖縄タイムスを正す県民・国民の会（りゅうきゅうしんぽう、おきなわタイムスをただすけんみん・こくみんのかい）は、日本の沖縄県に本部を置く市民団体。結成時の名称は琉球新報・沖縄タイムスを正す県民・国民の会。運営代表委員は我那覇真子。

## 概要
2015年1月18日に、中国に沖縄の領土が狙われているという危機感をもつ沖縄県民らによって設立された保守系市民団体。琉球新報、および沖縄タイムスの2紙を「沖縄と本土の分断を画策し」、「偏向や捏造を平気で行う諸悪の根源」と位置付け、両紙の報道体質に対する是正の要求を活動目的に掲げている。設立時の運営委員は、運営代表委員の我那覇真子の他に、真子の父である我那覇隆裕、江崎孝、錦古里正一。また、同団体は特定の宗教団体や政党、企業、それに類する団体には一切属さないことも宣言している。

## 主張

### 琉球新報、沖縄タイムスへの批判
琉球新報、および沖縄タイムスの2紙に対しては、「新聞という仮面を被り、沖縄と本土の間に溝を作って分断しようとしている。2紙の偏った報道によって『沖縄は日本の問題児だ』と認識されるが、それは誤りだ」と批判している。また、2015年2月の米軍基地への不法侵入を行ったとして逮捕された反対派の活動家に関する両紙の報道姿勢についても、「本来情報の開示を求めるメディアの姿勢とかけ離れている。こうした状況から両紙は活動家と一緒に行動していると指摘されても仕方ない」と非難している。

### 普天間基地移設への賛成
普天間基地移設には賛成の立場をとり、地元住民の8割以上は昔から賛成していると述べている。移設に反対する活動家については「『基地反対』『反戦』『平和』を唱えれば何をやってもいいという感覚で活動している」、「沖縄では平和、平和といっている人ほど法律を破る、危険な凶暴な人たち」であると位置付けている。沖縄県知事翁長雄志の発言や琉球新報や沖縄タイムスの偏向報道が、全国に散らばる左翼活動家による沖縄分断化工作活動の意を汲む結果となっているとも批判しており、沖縄領土を狙う中国の利益となっていると危機感を表明している。

### 琉球帰属未定論の否定
琉球独立運動について、「活動家たちは今後、闘争の場を求め琉球独立運動を仕掛けてくる」、「沖縄県民は決して琉球独立など望んでいない。沖縄戦でも沖縄の住民は軍とともに沖縄を、日本を守った。今でも沖縄に基地があるからこそ、日本の平和が保たれている。」と述べている。

## 活動

### 国連人権理事会における沖縄県知事翁長雄志の演説への批判
2015年9月21日に開催されたスイス・ジュネーブの国連人権理事会で、当時沖縄県知事であった翁長雄志が、普天間基地移設問題について「人権侵害が行われている」と演説した。それに対し翌9月22日の同会議で、我那覇真子が「沖縄で人権侵害ない」、「知事は尖閣狙う中国の脅威を無視」していると発言。翁長の「人権侵害」発言は「真実ではない。プロパガンダ（政治宣伝）を信じないでください」と述べ、「沖縄が先住民の土地だと主張することで沖縄を独立に導こうとする人たち、それを支持する中国こそが地域の平和と安定を脅かし、人権への脅威だ」と報告している。
9月24日、菅義偉内閣官房長官は記者会見で、翁長雄志知事の普天間基地移設批判について、「人権や基本的自由の保護促進などを主な任務とする人権理事会で、沖縄の米軍基地をめぐる問題が扱われたことには強い違和感を持っている」と不快感を表明し、「政府は沖縄の基地負担軽減、沖縄振興に全力を挙げている。普天間飛行場の移設は19年間、多くの沖縄県関係者の協力を得ながら適正な手続きに沿って進めている」と政府の立場を強調。その上で「そうしたことを踏まえない翁長知事の主張は国際社会では理解されない」と批判。また、我那覇らチャンネル桜の関係者が、知事の演説を「事実無根」と主張したことについて、「沖縄の別の方が県知事とは全く異なる見解を述べていたことも承知している。地元においてさまざまな意見があることも事実ではないか」と述べている。
9月25日に日本記者クラブで記者会見し、「翁長知事が発信した情報を正すため国連に行った。われわれは日本人であり、沖縄の基地が国防の役割を担っていることを誇りに思っている」と主張。米軍普天間飛行場の名護市辺野古移設に賛意を表明し「翁長氏は、政府によって県民が人権侵害を受けていると事実をねじ曲げて主張している」、「地元マスコミも反対派の主張だけを流し、県民全員の意思に見せかけているが、虚構だ」と批判した。同席した同県石垣市議会議員の砥板芳行も「翁長氏はなぜ、中国による尖閣諸島（同市）周辺での領海侵犯を（演説で）訴えなかったのか」、「尖閣で中国が領海侵入を繰り返し、漁業者が追い出されていることも訴えるべきだった。同じ県民として憤りを感じている」と批判している。
11月18日に武蔵野公会堂で我那覇が講演を行った際、翁長が国連人権理事会の演説でSelf-determinationという単語を使用したことについて、日本の新聞では「自己決定権」と表記されるが、実際は民族自決権を指すことになるとして、「国際社会でこれを発信したら、自己決定権というよりも、むしろ「民族自決権」を意味することにほかなりません。つまり、あの場で翁長知事が「Self-determination」という言葉を使って、日本政府から、あるいは米政府から抑圧を受けている、人権問題があるといった場合、これは自分たちがあたかも独立国であるかのような言いぶりなわけです。非常に恐ろしい言葉です。」、「沖縄の人の人権がないがしろにされたというが、とんでもないことです。沖縄は地場産業もなく、本土から支援をうけています。われわれは何不自由ない生活をしているにもかかわらず、人権をないがしろにされていると、ただイデオロギーのためにいうのです。これはみなさまに対しても失礼です。」と批判している。
八重山日報は、沖縄県知事翁長雄志知事が国連人権理事会で「県民の人権が侵害されている」と演説してから約18時間後に我那覇真子が、知事と同じ席から「県民は世界最高水準の人権を享受している」と発言したことを「真っ向から反論した」と評し、「日本政府の代表も知事の発言を否定。沖縄の民意として反基地を国際発信するはずだった知事演説は、政府、沖縄県民の双方から「挟み撃ち」で打ち消された格好になり、信憑（ぴょう）性は大きく揺らいだ。」と報じている。
琉球新報編集局長の潮平芳和は、国連人権理事会と同日の2015年9月21日に同じ建物内の国際連合ジュネーブ事務局で公開シンポジウムを開催し、翁長の目の前で「沖縄は米国の領土でなければ、日本の領土でもありません」と発言しているが、10月8日に「沖縄は米国の領土でなければ、米国の植民地でもありません」の誤りであると公式ウェブサイトに訂正文を掲載した。これに対し我那覇は「本当に間違えたのでしょうか。資料は英文、でも実際言ったのは日本語です。もし言い間違えたのだったら言い直すぐらいするはずです。恐ろしい発言です。そして日付に注目していただきたいのですが、訂正は10月8日です。発言したのは9月21日。動画が話題になり、やばいということでアリバイ作りをしたと私はみています。濃いイデオロギー思想の人たちが、われわれが想像もつかないような方法で、われわれが想像もつかないようなところに着々と持っていこうと運動、工作しています。」と批判している。

### 武蔵野市議会へ普天間基地移設に反対する意見書の撤回を要求
2015年に東京都武蔵野市議会で「沖縄・辺野古での新基地建設反対」の意見書が可決されたことについて、「新基地」は誤りであり、かつ、「新基地」と誤った呼び方をしていることも含めて全国の左翼活動家による工作活動の成果であるとし、意見書の撤回を要求した。
これに対し、日本共産党の機関紙であるしんぶん赤旗は「難癖」との表現を用い、各自治体の市議らによる否定的な意見を多く紹介、「日本政府が翁長知事から権限を奪うための代執行を求めて提訴するなど、辺野古現地での反対運動を抑え込むのに血道を上げ、さらに県民世論をカネで分断しようとしている中でのこの陳情書の送付だ」として、同団体および日本政府に対する批判を行っている。

### 沖縄2紙への反対派活動家の逮捕報道記事に関する質問状の送付
2015年2月22日に反対派の沖縄平和運動センター議長の山城博治がキャンプ・シュワブ前で抗議活動中、米軍基地内に侵入し米軍に拘束され、刑事特別法違反の疑いで逮捕されたことについて、琉球新報は「進んで区域内に立ち入ったのではないことは明らか」、「そもそも山城議長らは基地内に侵入しようとしていたわけではない。抗議する市民と県警とのもみ合いを制止しようとしていた」などと報道。沖縄タイムスは、「刑事特別法（刑特法）が、米軍自身によって、これほどあからさまに乱用されたことはない」などと報道。しかしその後、米軍の監視カメラ映像がYouTubeに流出し、山城が「意図的に数歩、基地内に足を踏み入れる様子」が映っていたことが判明し、インターネットで話題となった。これについて、「琉球新報、沖縄タイムスを正す県民・国民の会」は、2016年2月23日付で琉球新報と沖縄タイムスに、「報道被害はとっくに社会の受忍限度を超えている」とし、理由説明を求める公開質問状を送っている。我那覇は「『だれが見ても逮捕されて当たり前』にもかかわらず、琉球新報と沖縄タイムスは不当逮捕だとキャンペーンを打ち、その後不法侵入の様子を撮影した動画が（ネット上などで）公開されると『動画が流出したことはけしからん』と問題をずらして批判した」と非難している。

### 「ニュース女子」の報道に関する「のりこえねっと」への質問状送付
のりこえねっとの共同代表である辛淑玉が、東京MXテレビの番組『ニュース女子』の沖縄・高江のヘリパッド建設工事反対デモの報道回のBPOへの審議申し立てを行ったことについて、我那覇は「辛淑玉氏らの行為は言論弾圧だ」、「人権を悪用してMXテレビを弾圧し、人身攻撃をしている」、「東京MXテレビへの抗議は、言論弾圧、人身攻撃だ。沖縄を分断させる反日工作活動につながっている。なぜ北朝鮮による日本人の拉致事件や人権弾圧に声をあげずに、こうしたことばかりするのか」と批判している。
2017年2月13日付でのりこえねっとの辛淑玉に公開質問状を送付し、公開討論を申し入れたが、同月24日の回答期限を過ぎても回答が無かったとしている。
質問状の内容は、建設工事の反対派活動家が下記の行為をした件についてである。
辛が我那覇の公開討論の申し入れに回答していないことについて、しばき隊主宰者の野間易通は、辛は「ヘイトスピーチの被害者。加害者の我那覇からの公開討論に応じるいわれはない」などと擁護している
。

### 高江ヘリパッド建設反対派とトラブルになった男性への支援
高江ヘリパッド建設反対派とトラブルになった男性が、「検察官は基地反対派寄りで、不公正な取り調べを受けた」としていることについて、男性への支援を表明している。

### 沖縄全県キャラバン
2018年1月15日、2018年沖縄県知事選挙での翁長雄志沖縄県知事の支援組織である「オール沖縄」県政勢力の瓦解目論み、沖縄本島、離島を含めた全県縦断キャラバンとして「県政奪還! 世直し自分直し沖縄庶民の会」を立上げ、南城市からスタート。
地元住民との対話集会として、サイレントマジョリティで普段の生活の中で沖縄本島2紙の論調との違う政治的主張を巷の生活の中で会話出来ない事を発散して貰い、参加者と共有する事を目的としており、当該団体と違い共同代表制を採用し、トップダウン式の政治運動で無い事を主張している。
その為、我那覇姉妹と父親、『沖縄の声』の共演者であるブロガーの江崎孝、前述の東村在住の農業従事者、経営者等含め、会の内容に賛同出来る人間全てが共同代表に名を連ねる事が出来るとしている。
明言している様に、同年2月24、25日に石垣市、5月20日に久米島町、26、27日に宮古島市でも催していた。しかし、キャラバン日程途中に当時知事であった、翁長が病気療養中に死去し、任期満了前の期日に2018年沖縄県知事選挙が前倒されて活動は終了。また、2018年沖縄県知事選挙期間中も両新聞社が、県知事選の争点で米軍基地撤退による中国の沖縄本島への脅威について報じていないとして、街宣活動を実施していた。

### ラジオ番組打切り損害賠償訴訟
2016年12月から我那覇父子がコミュニティFMの番組枠を購入して放送している、『沖縄防衛情報局』の番組内容に関し、2017年9月20日に沖縄タイムスの取材活動で「沖縄の反戦平和運動はほとんどが偽物」、「朝鮮人や中国人はどうして平気でうそをつくのか」等の取材の裏付けが取れてない主張について「差別的内容」と報じられ、後追いで同年10月2日に琉球新報も報じた事で、我那覇父子は同年12月6日にFM21の社長から呼び出され、エフエム21と同番組を放送している姉妹関係にあるエフエム琉球とFMもとぶ3局による番組審議会が開かれた結果、過去2回審議会から指摘を受け、改善要求を7回も依頼したが改善されず、「放送内容の是正がなされない場合は12月末で終了」と改善通告され、同年26日に、我那覇父子は「内容を改善し継続したい」と返答した。その後、我那覇父子は「局側が提示した「番組改善」の中身や番組打切りの根拠に足り得ておらず、表現の自由の範囲内である」と拒否し、契約予定分の放送枠代金を入金を行った。しかし、2018年6月29日付文書にて、7月にFM21、FMレキオ、FMもとぶ側が一方的に放送を拒否。同年7月4日に同社会長である石川丈浩が我那覇が空かないスケジュールに対談番組を持ち掛けたが打切りにも合意していないので断わったと明かした。
我那覇父子は、同年10月19日にコミュニティFM3局を相手取り、一方的な番組打切りについて、「番組審議会構成委員情報、議事録も公開を拒否し、法的根拠のない解約で表現活動の場が制限された」として、表現の自由を侵害と番組放送打切りに伴う精神的苦痛の損害賠償として慰謝料100万円の支払いを求める訴訟を那覇地裁に提訴した。
一審中、我那覇父子の民事訴訟に対して、当該団体が支援し、後に団体の活動にも参加していた事がある実業家男性がSNSで提訴迄のプロセスについて疑義を呈したことで、場外乱闘状態で巷に喧伝されて行った結果、双方が番組出演経験を持つ日本文化チャンネル桜の社長である水島総が間に入り、公開討論会を催す迄に至った。
結果的に真子が公開討論の場で醜態を晒した後、水島がFM21の会長である石川と対面し、当該番組が同じチャンネル桜沖縄支局キャスターであるボギー手登根が自身が番組枠を購入してラジオ番組に出演しているFM21に紹介した事により番組を始める事が出来た事、また、前述の番組審議会からの指摘と是正勧告無視の果てにFM21が放送事業者として放送法に則った行動をした迄であり、我那覇父子の主張は論理矛盾であると説明。取材後、水島は石川に対して客観的な周辺取材を行わず、FM21側は取材して貰って反駁する姿勢であった事も有り、チャンネル桜で我那覇父子の主張を唯々諾々と主張させ続けた事を会社として謝罪し、真子が出演していた同社制作の番組全て非公開とする事を決定した。
その後、2020年10月23日に一審の判決が言い渡され、「放送法や倫理に従った番組内容に変更するよう要請されたが、我那覇が従わなかった為、契約解除の経緯に不合理な点があるとは言えない」等と解除は有効と判断し、我那覇父子の請求を棄却した。
その後、一審の判決を不服とし、我那覇父子は福岡高裁那覇支部に上告したが、2021年4月22日に上告審の判決が言い渡され、「FM21側が、これらの発言が放送法が定める遵守事項や放送倫理に抵触する恐れがあると判断するのは相応の理由がある」として一審那覇地裁判決を支持し、我那覇父子の控訴を棄却した。

## 沿革
- 2015年1月18日 - 設立。
- 2015年4月19日 - 沖縄県立博物館・美術館で「琉球新報・沖縄タイムスを正す県民・国民の会」の結成式を執り行う。
- 2015年4月19日 - 第1回総会を開催。
- 2015年6月1日 - 「琉球新報、沖縄タイムスを正す県民・国民の会」へ名称変更。
- 2016年2月23日 - 琉球新報と沖縄タイムスへ公開質問状送付。
- 2017年2月13日 - のりこえねっと共同代表の辛淑玉へ公開質問状送付と、公開討論の申し入れ。
- 2017年2月24日 - 「のりこえネット辛淑玉氏らによる東京MXテレビ言論弾圧を許さない沖縄県民記者会見」を開催。

## メディア

### ラジオ
- ラジオ番組「沖縄防衛情報局」　パーソナリティ：我那覇真子、我那覇隆裕
  - ぎのわんシティFM（81.8MHｚ） 水曜：17:00 - 18:00
  - 沖縄ラジオ（85.4MHz） 月曜：15:00 - 16:00